# Nikon Coolpix 3200

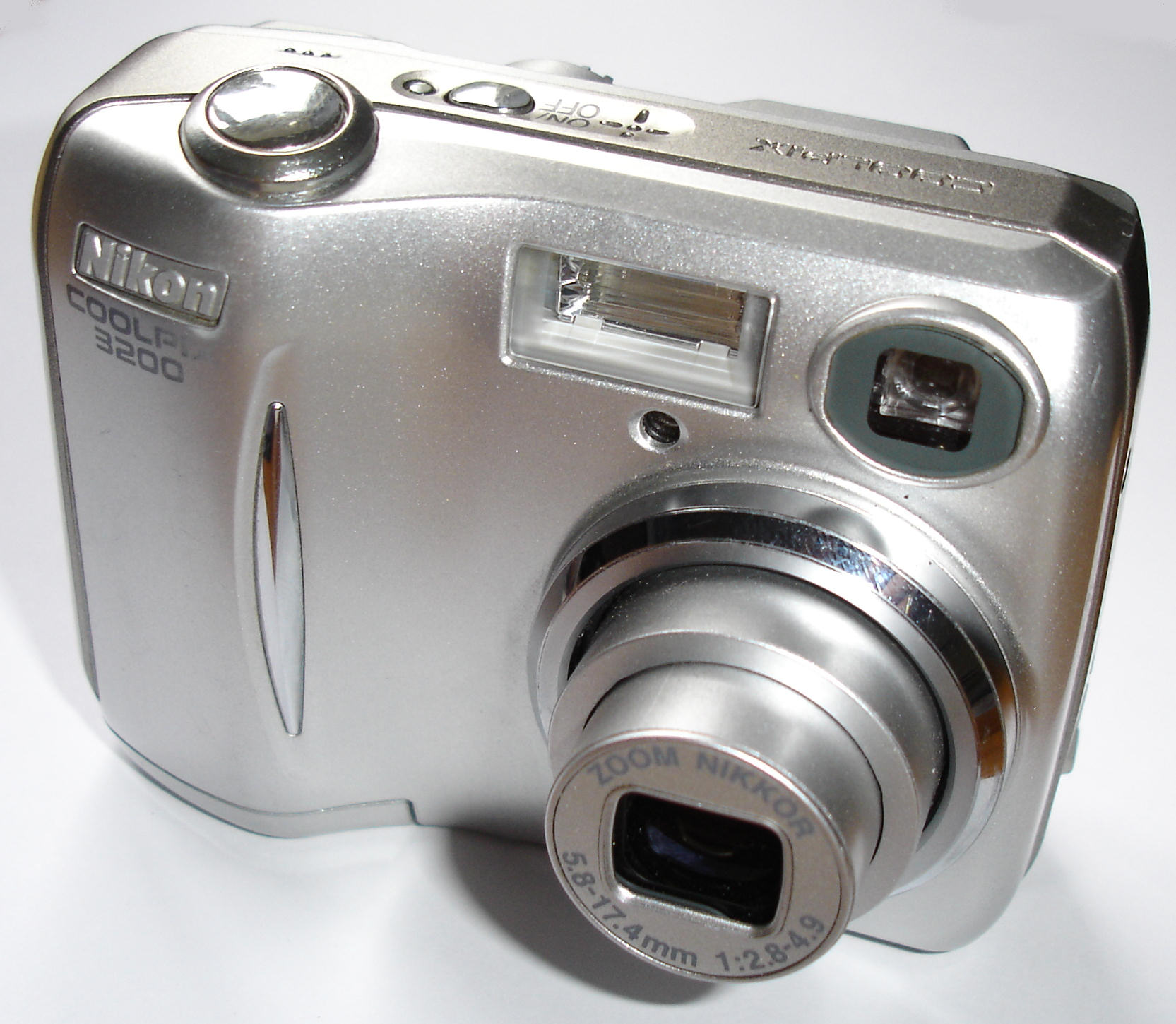
Coolpix 3200.

Nikon E3200 eller Nikon Coolpix 3200 är en kameramodell i Nikon Corporations serie för kompakta digitalkameror, Nikon Coolpix. Kameran har en upplösning på 3,2 megapixlar och en tre gångers optisk zoomlins. Kameran offentliggjordes på Consumer Electronics Show i januari 2004, samtidigt med Nikon Coolpix 2200.